# Villanyspenót
A VillanySpenót egy hálózati irodalomtörténeti kézikönyv, egyben bölcsésztudományi internetes projekt. Alapját a Szegedy-Maszák Mihály szerkesztésében 2007-ben megjelent A magyar irodalom történetei c. háromkötetes mű alkotja. Ezt nevezi a szakmai zsargon Neospenótnak annak okán, hogy elődje, a Sőtér István szerkesztette hatkötetes A magyar irodalom története védőborítójának színe miatt a Spenót becenevet kapta.
A hálózati kézikönyv egyfelől digitális formában tartalmazza a Neospenót teljes anyagát annak lezárt, könyvben megjelent alakjában. Másfelől ugyanezeket a fejezeteket közreadja aktualizált, szerkesztett és szerkeszthető, továbbírható és kiegészíthető formában. Harmadrészt módot ad további fejezetek megírására és feltöltésére. Ezen felül lehetőség van összefoglalók, "puskák", kiegészítő jegyzetek, hivatkozások készítésére és közreadására.  A dolog lényege tehát voltaképp az, hogy míg a könyv "betelt", lezárt, addig a hálózati könyv gyakorlatilag korlátlanul fejleszthető - és ebbe a munkába a közreműködők sokkal szélesebb tábora vonható be, semmint egy hagyományos szerkesztőségi műhelymunka során.
A rendszer, bár külső megjelenésében is emlékeztet rá, mégsem teljesen úgy működik, mint a Wikipédia. Regisztráció után sem lehet azonnal belenyúlni a cikkekbe, nem lehet "csak úgy" új anyagokat feltölteni. Minden olvasói hozzájárulásnak előbb túl kell jutnia a szerkesztők szűrőjén. (Különbözik a rendszer a Wikitől abban is, hogy minden fejezet, szócikk, kiegészítés szerzői névvel jelenik meg.) Mindez persze részben megkérdőjelezi a hálózati kézikönyv "szabad" voltát. Nyitott viszont abban a tekintetben, hogy a legkülönbözőbb  értelmezéseknek és értékeléseknek teret adhat [forrás?].
A projekt 2010 közepe óta elhanyagoltnak, elhagyottnak tűnik.